# Odorich von Portenau

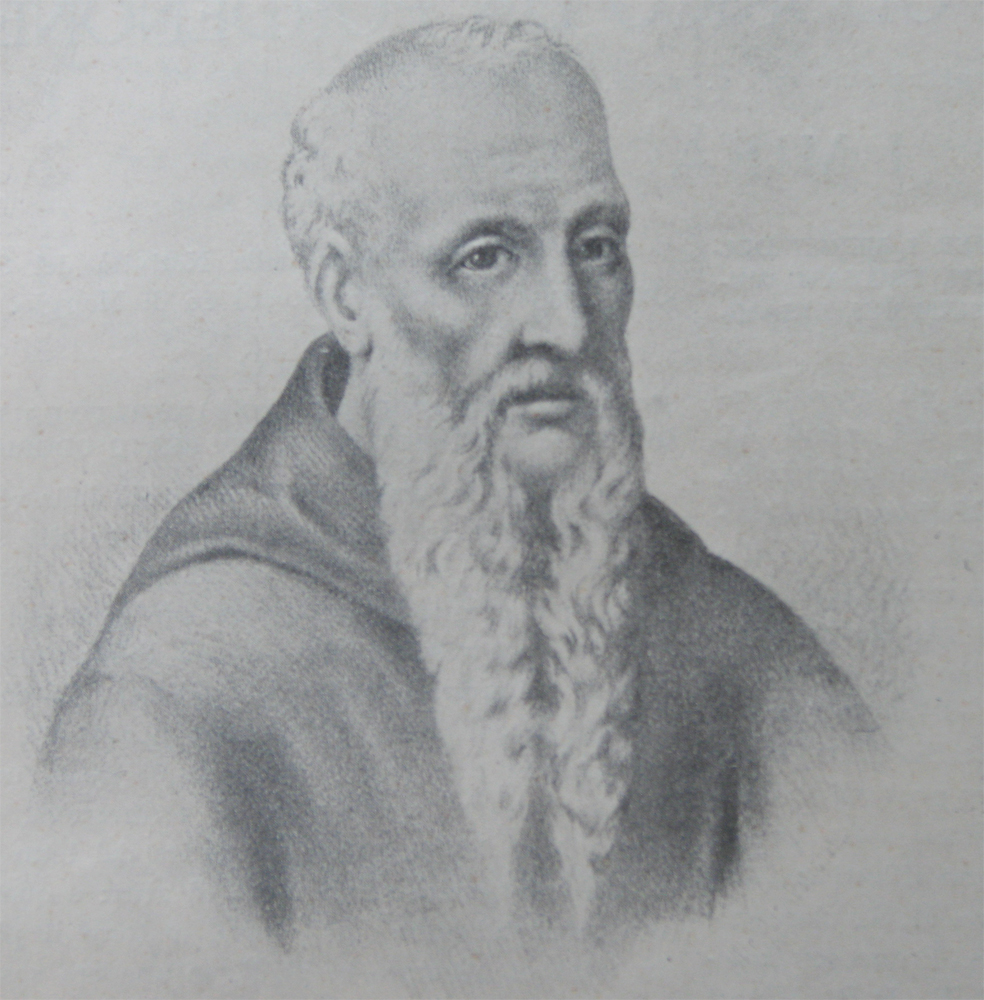
Odorich von Portenau
(Darstellung von 1881)

Odorich von Portenau (ital. Odorico da Pordenone, bürgerlich Odorico Mattiussi oder Mattiuzzi, * zwischen 1265 und 1286 in Villanova di Sotto, einem Ortsteil von Pordenone; † 14. Januar 1331 in Udine) war ein Franziskaner, der vor allem wegen seiner Reise von Italien nach China bekannt ist.

## Leben

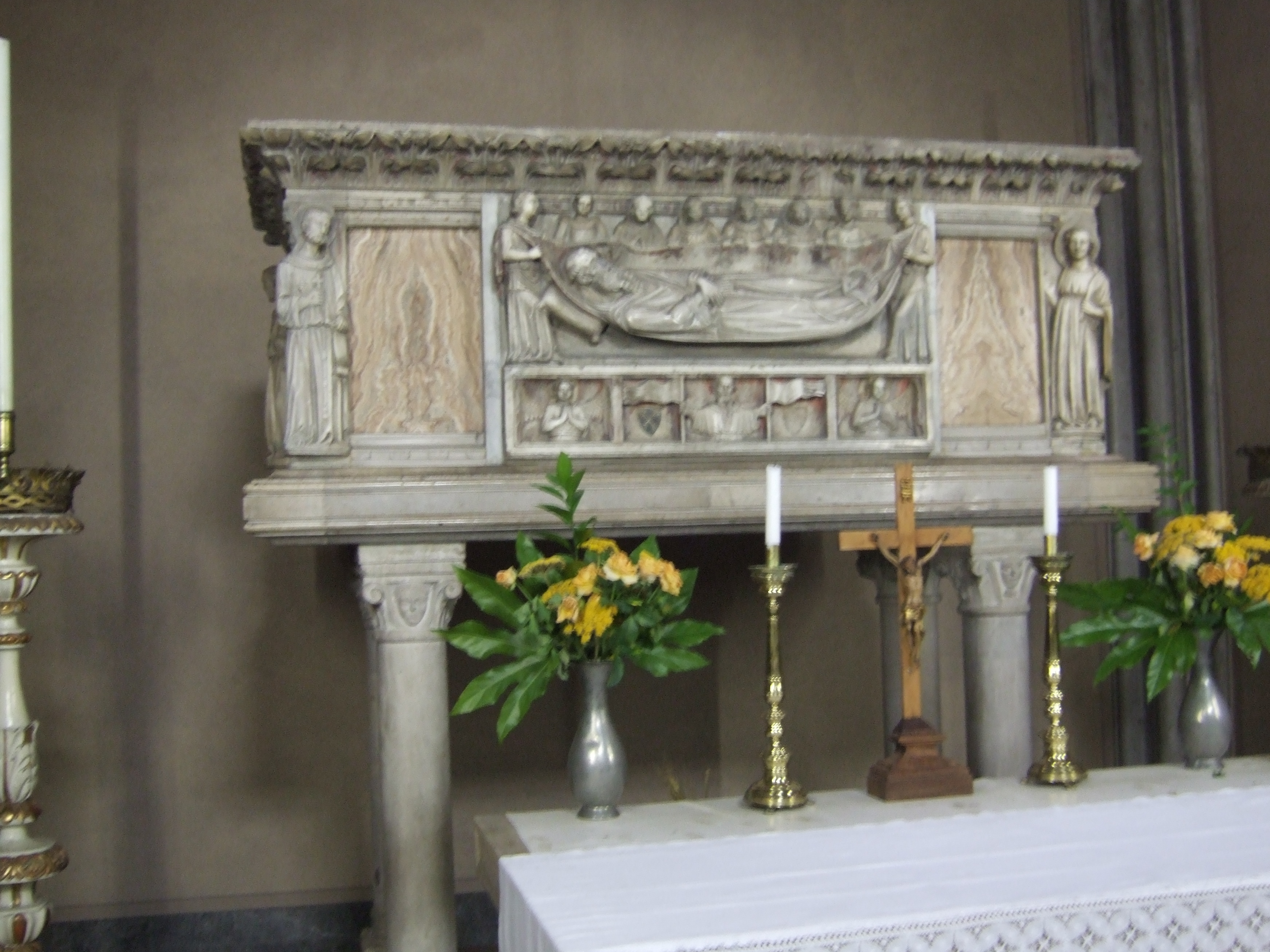
Grab Odorichs in Udine

Die Heimatstadt Odorichs, Pordenone, liegt im heutigen italienischen Friaul und gehörte als sogenannter Streubesitz einige hundert Jahre den Babenbergern. Im Interregnum ging der Besitz des damaligen Dorfes an Ottokar II., König von Böhmen, 1276 als Enklave an die Habsburger und 1508 an Venedig. Odorich wird daher manchmal aufgrund seines Geburtsortes als Österreichs erster Weltreisender betrachtet.
Laut dem Geschichtsschreiber Johann von Viktring war Odorich böhmischer Abstammung. Er sei der Nachkomme einer Familie gewesen, die von Ottokar II. in den frühen 70er Jahren des 13. Jahrhunderts zur Sicherung Pordenones angesiedelt wurde. Einen Nachweis für eine böhmische Abstammung gibt es allerdings nicht. Ebenso wenig ist das Geburtsjahr Odorichs bekannt, es liegt aber zwischen 1265 und 1286 und würde somit in die Zeit des Interregnums bzw. der Regierungszeit Ottokars II., oder nur kurze Zeit danach fallen.
Nachdem Odorich zunächst in Pordenone das Leben eines Einsiedlers geführt hatte, trat er um das Jahr 1300 den Franziskanern in Udine bei. Zwischen 1314 und 1318 brach er zu seiner mindestens 12 Jahre dauernden Asienreise auf. Er gelangte über die Türkei, Indien, Sumatra, Java und Borneo bis nach Peking, wo zu dieser Zeit bereits eine Franziskanermission bestand. Nach einem Aufenthalt von drei Jahren kehrte er über die Seidenstraße nach Europa zurück. Im Winter 1330/1331 diktierte er einem Ordensbruder die Wunderlichen Geschichten aus dem Reich der Tataren die ich mit eigenen Augen gesehen in den Landen da ich inn gewesen.
Im Winter 1331 hatte Odorich die Absicht, sich auf den Weg zum Papst nach Avignon machen, um für eine weitere Mission in China die Erlaubnis bzw. den Segen zu erhalten. Er verstarb jedoch noch vorher, am 14. Januar 1331 im italienischen Udine. Papst Benedikt XIV. sprach Odorich von Portenau 1755 selig.

## Der Reisebericht aus Asien

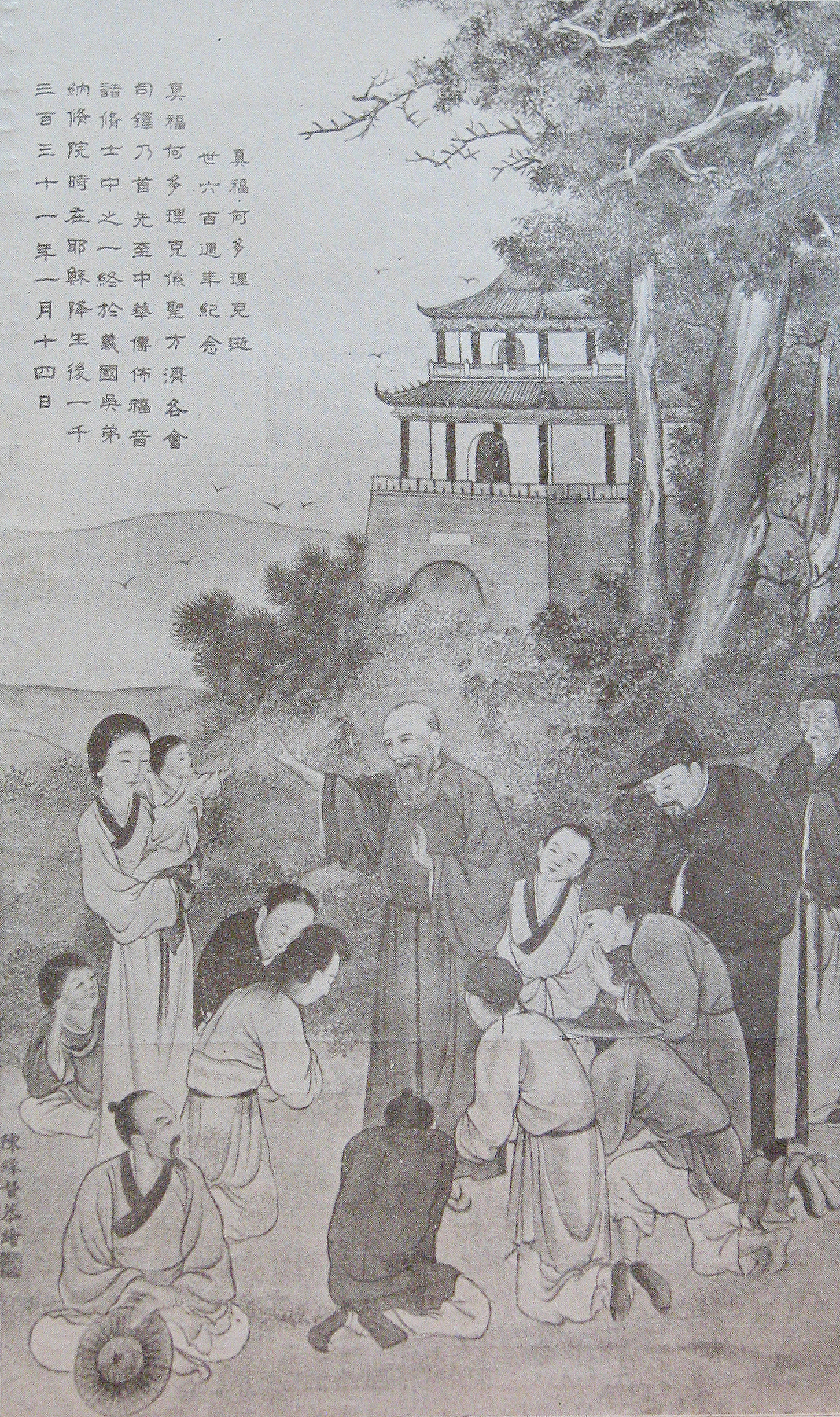
Katholisches chinesisches Bild mit Darstellung des seligen Odorichs

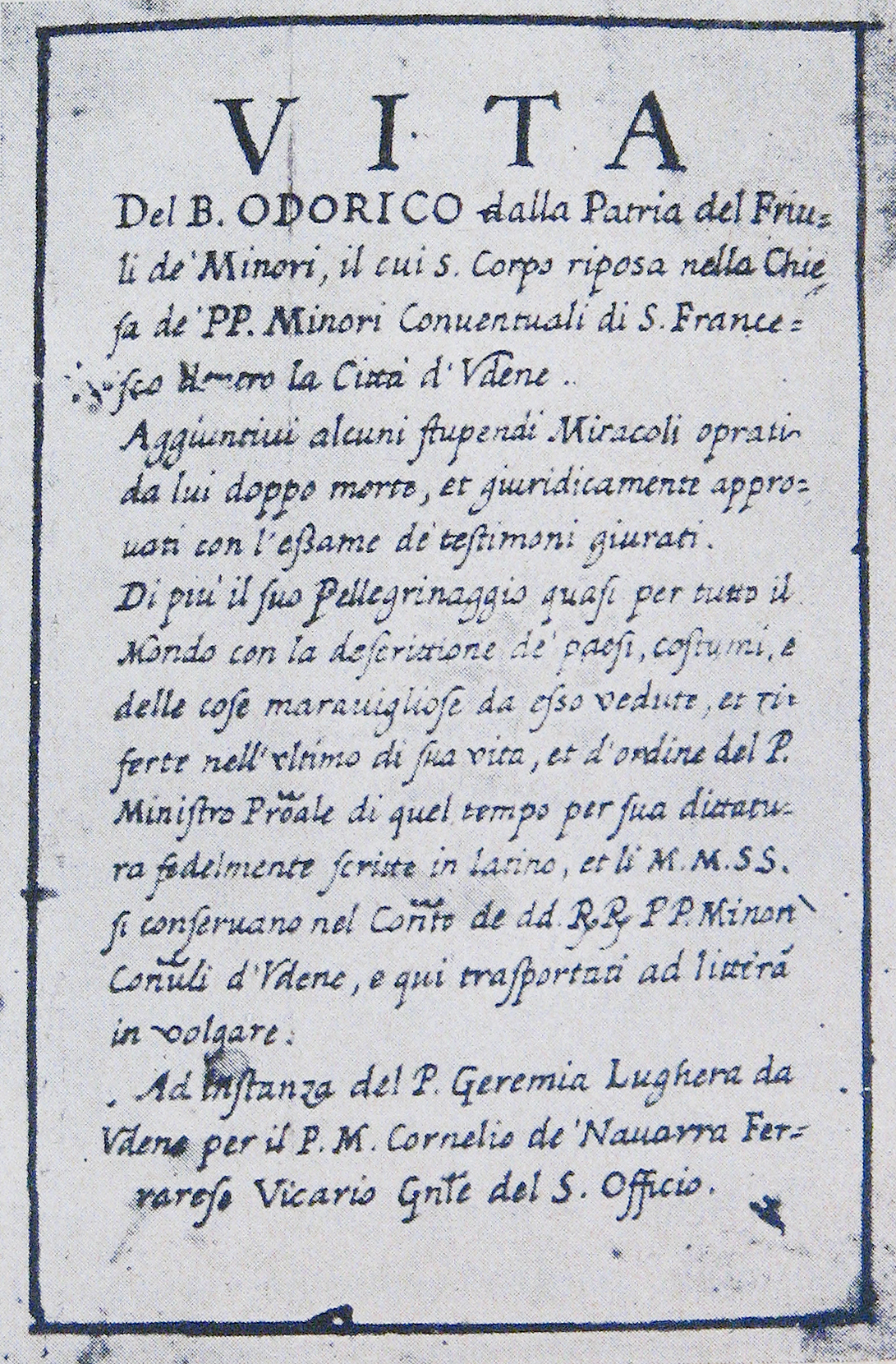
Leben des seligen Odorichs

Ein franziskanischer Minderbruder aus Prag schrieb zehn Jahre nach Odoricos Tod eine Überarbeitung des Reiseberichts. Der Bericht liegt heute noch in etwa 100 Kopien in lateinischer Sprache vor; eine kritische Edition fehlt. 1359 stellte der Wiener Weltpriester Konrad Steckel eine deutsche Übersetzung fertig, die heute in vier handschriftlichen Exemplaren erhalten ist, es folgten italienische und französische Übersetzungen, doch erst in der jüngeren Neuzeit erfuhr der Franziskaner breitere wissenschaftliche Beachtung.
Odorichs Reise (ca. 1318–1330) gehört thematisch in den Bereich der diplomatisch-missionarischen Asienreisen wie die ähnlich gelagerten Unternehmungen Carpinis (1245–1247), Rubruks (1252–1255) und Marco Polos (1271–1295), die päpstlicherseits nach dem Einfall der Mongolen 1241 nach Westeuropa initiiert wurde.
Inhalt des Berichtes
Bereits am Anfang des Reiseberichtes erkennt man den mittelalterlichen Charakter des Textes, der dem modernen Leser keine chronologischen Reiseinformationen, sondern Mirabilien, wundersame Anekdoten, erzählt. Anfangs berichtet er von „Rebhühnern, die durch die Luft geführt werden“.
Das erste Kapitel berichtet aus der nordtürkischen Hafenstadt Trapezunt (heute: Trabzon) am Schwarzen Meer. Er erzählt von einem Berg im Osten der Türkei, auf dem er die Arche Noah vermutete (vermutlich der Ararat). Odorich wollte den Berg besteigen, ließ jedoch davon ab, als er vom Volk vor möglicher Gotteslästerung gewarnt wurde. Die Reise führte ihn weiter nach Täbris im Iran, das er als „die geeignetste Handelsstadt der Welt“ bezeichnete, „denn die ganze Welt treibt Handel mit jener Stadt“.
Odorich von Portenau wanderte mit Karawanen durch „das Sarazenenland“ (Persien) in Richtung der Hafenstadt Hormus, die auf einer Halbinsel am Eingang zum Persischen Golf liegt. Während seines Aufenthaltes in Persien besuchte er einige damals bedeutende Städte, so etwa Cassam, das heutige Kaschan zwischen Teheran und Isfahan. Odorico glaubte, ähnlich wie Marco Polo, dass Cassam die Stadt sei, aus der die Heiligen Drei Könige stammten. Er berichtet unter anderem vom „Reiche Chaldäa“, einem Gebiet, das etwa das südliche Mesopotamien bis nach Bagdad flussaufwärts bezeichnete, „wo die Frauen nur ein Untergewand und Hosen tragen und die Geschlechtsteile der Männer wegen der großen Hitze bis auf die Waden herunterhängen“. Bei dieser Beobachtung handelt es sich möglicherweise um Elephantiasis, eine im europäischen Mittelalter unbekannte, in subtropischen Gebieten weit verbreitete Krankheit. Gliedmaßen und in seltenen Fällen die Geschlechtsorgane sind dabei durch einen Lymphstau ungewöhnlich angeschwollen.
Als Odorico nach einer längeren Schiffsreise in Thana, in der Nähe des heutigen Bombay an Land ging, fand er dort vier Mitbrüder vor, die durch Hinrichtung das Martyrium erlitten. Sein Bericht beschäftigt sich sehr ausführlich mit den seltsamen Einzelheiten ihres Todes, und Odorich beschloss, die Gebeine der Mitbrüder in der Erde der Franziskanermission in China zu bestatten.
Die weitere Schiffsreise führte ihn entlang der indischen Südküste nach Sri Lanka, dann an die Ostküste Indiens, er hielt sich auf den Nikobareninseln in der Andamanensee auf, berichtete von kannibalischen Unsitten der „hundsköpfigen Bevölkerung“, und überquerte bereits fast 200 Jahre vor Vasco da Gama zweimal den Äquator.
Mit Schiffen, „die nur mit Pech und ohne Eisenteile zusammengefügt waren“, kam er 1323 bis nach Sumatra und Java, etwa in die Gegend von Batavia (Jakarta). Er wanderte zu Fuß durch das mittlerweile verschwundene Königreich Champa (heute: Kambodscha und Vietnam), um schließlich durch Südchina, im Mittelalter noch als „Oberindien“ bezeichnet, an den Hof des mongolischen Großkhan ins heutige Peking zu gelangen, wo bereits andere geistliche Repräsentanten, auch des Islams, gemeinsam mit den Franziskanern am höfischen Zeremoniell teilnehmen durften.
Nach einigen Jahren in Cathay (China) trat er seine Rückreise an, die ihn die Seidenstraße entlang zuerst nördlich bis in die innere Mongolei, dann westlich an den Rand Tibets und vermutlich über Afghanistan und Persien zurück nach Padua führte, wo er 1330 eintraf.
Odoricos Bericht erzählt anschaulich von „Ochsen, die als Gott verehrt werden“, von Witwenverbrennungen in Indien, Kannibalismus, vom Pfefferanbau in Indonesien, sexuellen Ausschweifungen in Champa, Kormoranfischerei in Südchina, buddhistischen Reinkarnationstheorien und vom mongolischen Hofzeremoniell in Peking. Der Leser erfährt von den in Tibet bis in die Gegenwart praktizierten Bestattungsmethoden durch Aasgeier und über den legendären „Alten vom Berge“, von dem es heißt, er habe sich in seinem Garten Meuchelmörder (Assassinen) gehalten, sei später aber von den Tataren entmachtet worden.

## Werkverzeichnis
- Itinerarium Fratris Odorici de Foro Julii, Ordinis Fratrum Minorum, de mirabilibus Orientalium Tartarum, Ms. 1330, Redaktion des Berichtes: Guillelmus de Solagna, 1330, Heinrich v. Glatz, 1331
  - 1. gedruckte Ausgabe: Odoricus de Rebus incognitis, 1513
  - Külb, Die Reisen der Missionare I, 3, 1860, 103–165
  - H. Yule, Cathay and the Way Thither, 1866, I, 1–162; 2a 1913, t. II, 97–277 (engl.), 278–336 (lat.), 337–367 (ital.)
- Relatio Fratri Odorico, hrsg. von A. van den Wyngaert, Sinica Franciscana I, Firenze 1929, 413–495 (Abdruck der alten Handschrift A = Assisi)
- Relazione del viaggio in Oriente e in Cina (1314?–1330), 1982
  - Die Reise des seligen Odorich von Pordenone nach Indien und China (1314/18–1330), übers., eingel. u. erl. Folker Reichert, 1987.